# Coracina novaehollandiae
El oruguero carinegro (Coracina novaehollandiae) es una especie de ave paseriforme de la familia Campephagidae, nativa de Oceanía. Es una especie omnívora. Tiene el estatus de protegida en Australia, por la National Parks and Wildlife Act, 1974.

## Distribución y hábitat

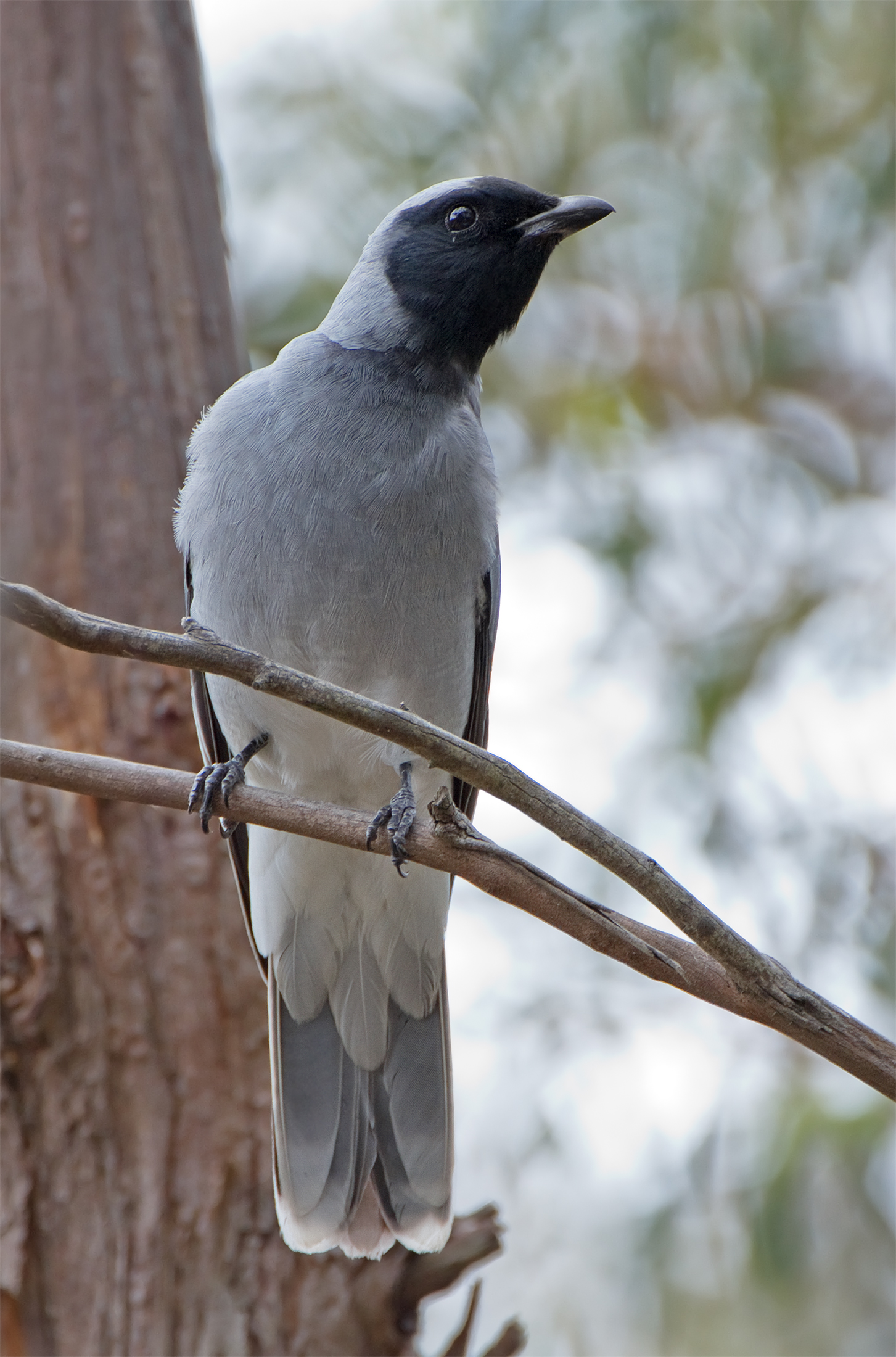
Coracina novaehollandiae en Tasmania, Australia.

Se encuentra en Australia, Nueva Guinea, las islas menores de la Sonda, las Molucas, Timor Oriental y las Salomón. Están ampliamente distribuidos en casi cualquier hábitat arbolado en toda la zona, excepto en las selvas tropicales. Pero también puede encontrarse en áreas urbanas, y son un espectáculo muy común en las líneas eléctricas en las ciudades australianas como Sídney y Perth.

## Descripción
Alcanzan entre 32 y 34 cm de longitud. Las aves adultas tienen el plumaje de color gris, excepto la cara y garganta que son negras prominentes y el vientre que es blanco. Sus plumas primarias y la cola son de tonos grises más oscuros. Los juveniles tienen las mejillas y la garganta blanquecinos con veteado oscuro en la garganta. Son aves de movimientos lentos y discretos, con un llamado estridente de tipo "criiarck".

## Comportamiento
La dieta consiste en insectos, sus larvas, orugas y otros invertebrados. Estos pueden ser capturados en vuelo, o atrapados en la búsqueda a través del follaje. Además, incluyen algunas frutas y semillas que también se comen.
La temporada de reproducción es principalmente entre agosto y febrero de cada año. La pareja construye el nido más bien pequeño. Los polluelos abandonan el nido después de tres semanas de incubación. Se parecen a los adultos, excepto en la máscara facial negra que se reduce a una franja ocular.
Fuera de la temporada de cría, les gusta reunirse en grupos de hasta un centenar de aves. Algunas pueden ser parcialmente migratorias o puede permanecer en el mismo territorio. La falta de diferencias significativas entre las poblaciones regionales en Australia hace que sea difícil determinar en que poblaciones se mueven en invierno.

## Subespecies
- Coracina novaehollandiae melanops (Latham) 1802
- Coracina novaehollandiae novaehollandiae (Gmelin) 1789
- Coracina novaehollandiae subpallida Mathews 1912